# 香花紫堇
香花紫堇（学名：Corydalis flexuosa sp. balsamiflora）为罂粟科紫堇属下的一个亚种。

## 扩展阅读
- 維基物種上的相關：香花紫堇